# Concerto (John Williams)
Concerto (2014) è un disco del chitarrista australiano John Williams.
È il terzo disco dedicato a questo chitarrista dalla etichetta JCW recordings.

## Il disco
Questo cd contiene 3 concerti per orchestra e chitarra, scritti da autori contemporanei.
Il primo, intitolato Danzas Peregrinas, per tre solisti e orchestra, strutturato in 5 movimenti, è stato scritto dal compositore cileno (e a lungo direttore artistico degli Inti-Illimani) Horacio Salinas e rielabora alcune composizioni pensate inizialmente per il gruppo. È eseguito dalla English Chamber Orchestra, diretta da Paul Daniel, le parti soliste (oltre alla chitarra suonata da John Williams) sono affidate a Horacio Durán (charango) e Richard Harvey (clarinetto, quena, sikus e mandolino).
Il secondo, intitolato Arafura Dances, per chitarra e orchestra d'archi, strutturato in 3 movimenti, è stato scritto da Ross Edwards e dedicato proprio a John Williams. È eseguito dalla English Chamber Orchestra, diretta da Paul Daniel.
Il terzo, intitolato Guitar Concerto, strutturato in 3 movimenti, è stato scritto da Stephen Goss. È eseguito dalla Royal Philharmonic Orchestra, diretta da Paul Daniel.
Le tracce 6 e 10 contengono 30 secondi di silenzio atti a separare le diverse composizioni

## Tracce
1. Danzas Peregrinas: Danza n.1 Preludio – 2:09
2. Danzas Peregrinas: Danza n.2 de Dalarna – 6:04
3. Danzas Peregrinas: Danza n.3 Palimpsesto – 5:00
4. Danzas Peregrinas: Danza n.4 Mercado Testaccio – 4:14
5. Danzas Peregrinas: Danza n.5 di Cala Luna – 4:29
6. Silence – 0:30
7. Arafura Dances: i First Maninya – 5:30
8. Arafura Dances: ii Arafura Arioso – 7:10
9. Arafura Dances: iii Second Maninya – 4:24
10. Silence – 0:30
11. Guitar Concerto: i Bold and bright – 8:47
12. Guitar Concerto: ii Adagio Sostenuto (Homage to Elgar) – 9:10
13. Guitar Concerto: iii Finale: Allegro Molto – 5:32